# Стоїчна опозиція

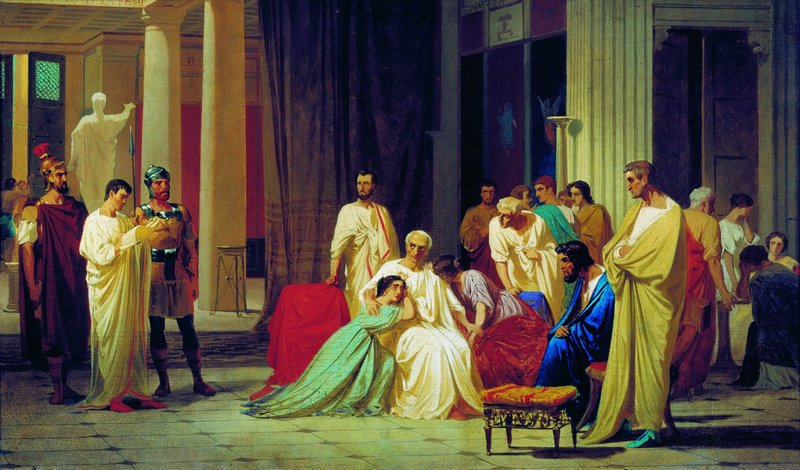
Квестор читає смертний вирок Фразеї Пету, Ф. А. Бронников, Саратовський художній музей імені Радищева

Стоїчна опозиція— це назва групи філософів-стоїків, які активно виступали проти автократичного правління деяких імператорів у I столітті, зокрема Нерона та Доміціана. Найвидатнішим серед них був Публій Клодій Фразея Пет, впливовий римський сенатор, страчений Нероном. Їх високо поважали пізніші стоїки, такі як Епіктет і Марк Аврелій. Фразея, Рубеллій Плавт і Барея Соран, як вважають, були учнями відомого вчителя-стоїка Музонія Руфа, і оскільки всі троє були страчені Нероном, вони стали відомі як стоїки-мученики.

## Концепція
Ідея про «стоїчну опозицію» бере свій початок у XIX столітті у творчості Гастона Буасьє. Французький вчений запропонував теорію про те, що опозицію імператорам початку епохи принципату переважно очолювали стоїки, які надавали перевагу послідовному філософському правлінню, засуджуючи свавільне зловживання владою. Протистояння почалося за Нерона і тільки посилилося під час правління імператорів з династії Флавіїв, насамперед Веспасіана та Доміціана, що спровокувало судові процеси над сенаторами-стоїками та вигнання філософів з Риму. В XX столітті ідея Буасьє продовжувала розвиватись, спираючись на текстові докази. Вони показують, що стоїчні доктрини вважали політично підозрілими в період раннього принципату.
Останнім часом гіпотеза про цілісну стоїчну опозицію піддавалася критиці. Було відзначено, що збережені тексти стоїків говорять відносно мало про політичну теорію, окрім прагнення до добре керованої держави. Багато особистостей, яких приписують до стоїків-опозиціонерів, були представниками сенаторського класу і, перебуваючи у вразливому становищі щодо імперської влади, бажали відновлення власних повноважень та привілеїв. Також безсумнівно те, що політичного переслідування зазнавали і багато діячів, належність до стоїцизму яких або не доведена, або ставиться під сумнів. Натомість, проти цих поглядів зазначалося, що стоїки підкреслювали морально правильну поведінку (чесноти) як єдине справжнє благо; тоді як будь-яка форма морально жалюгідної поведінки вважалася єдиним справжнім злом. Стоїчна доктрина сприяла активній участі в політичному житті і, безумовно, виступала за підтримку політичної опозиції у цей період.

## Історія

### Попередники
У I столітті до н. е. сенатор-стоїк Катон Молодший виступив проти Юлія Цезаря в громадянській війні 49-45 років до н. е.  Після поразки в битві при Тапсі Катон вирішив покінчити життя самогубством, аби не жити під правлінням Цезаря.
Майбутні покоління стоїків вшановували Катона як символ опозиції автократичному правлінню. Для Сенеки він був справжнім стоїчним зразком для наслідування, мученицька смерть якого нагадувала смерть Сократа. Подібним чином він був представлений в образі єдиного постійного героя у «Фарсалії» Лукана.

### При Нероні
Першим зі стоїків, хто постраждав за правління Нерона, був Рубеллій Плавт, далекий родич імператора. У 60 році н. е. він був відправлений у вигнання до Малої Азії через підозру в потенційній опозиційності до дедалі більш параноїдального імператора. Плавта супроводжував у вигнанні філософ-стоїк Гай Музоній Руф. Через два роки префект преторія Гай Софоній Тигеллін злякав Нерона ствердженням, що Плавт «мав зарозумілість стоїків, які породжують заколот та інтриги». За порадою Музонія Руфа Плавт вирішив спокійно дожидатися смерті, аніж втекти і провести життя у страху. Центуріон, посланий з Риму, вбив Рубелія, коли він роздягався для своїх полуденних вправ.
У 65 році н. е. один із секретарів Нерона на ім'я Епафродіт, рабовласник Епіктета, повідомив Нерону про змову Пізона, за що був щедро винагороджений. Наслідком цього став примус Сенеки та його племінника Лукана до вчинення самогубства. Музоній Руф, який повернувся до Риму після вбивства Плавта, знову був відправлений у заслання; імовірно, за його репутацію викладача філософії. Цього разу покарання він відбував на острів Ярос, де проводив час обробляючи землю разом зі студентами, які супроводжували його у вигнанні.

Близько 66 року нашої ери Фразея Пет, впливовий римський сенатор і, як і Плавт, друг і послідовник Музонія Руфа, був притягнутий до суду за державну зраду. Фразею звинувачували у планомірній відмові від голосування, що включало: загальне невідвідування римського сенату; неучасть у сенаторській присязі імператору на початку кожного року; відмова від священицької клятви імператору, навіть під час перебування у сані священника; відсутність на голосуванні за надання божественних почестей Поппеї, невідвідування її похорону; відмова від жертвопринесень заради добробуту імператора. За словами Тацита, ворожість Нерона до Фразеї була підбурена Коссуціаном Капітоном, який ціленаправлено критикував Фразею, оскільки той був стоїком, представником руху, ворожого самодержавству, відкрито засуджуючого поведінку імператора: 
Тож або приймемо запропоновані ним настанови, якщо вони кращі за нинішні, або нехай буде усунуто вождя і натхненника тих, хто жадає новацій. Ця сама школа породила Туберонів і Фавоніїв — імена, осоружні навіть у старій республіці. Для того щоб повалити єдиновладдя, вони звеличують свободу, але, поваливши його, достоту так замахнуться і на свободу. Даремно, Нероне, ти прибрав з наших очей Кассія, якщо маєш намір терпіти, щоб плодилися і посилювалися суперники Брутів!— Коссуціан Капітон, цитований у Анналах(xvi. 22) Тацита.
Фразею засудили до страти. Його друг, Арулен Рустік, був у цей час народним трибуном і запропонував накласти своє вето на senatus consultum, але Фразея перешкодив йому, оскільки він лише завдав би певної шкоди собі, не врятувавши Фразею. Зять Фразеї Гельвідій Приск і його друг Паконій Агріппін були віддані під суд одночасно з Фразеєю; обидва чоловіки були видатними стоїками, і обидва були засуджені до заслання. Пізніше Епіктет похвалив Агріппіна за незворушність, з якою він прийняв вирок.
Інший послідовник-стоїк Мусонія Руфа, Барея Соран (далекий родич майбутнього імператора Марка Аврелія), також був притягнутий до суду в 65 або 66 році. Його звинувачували в дружбі з Рубеллієм Плавтом і у намірі підняти повстання, скориставшись своєю популярністю на посаді проконсула Азії. Його дочка Сервілія також була притягнута до суду за те, що вона нібито радилася з чаклуном (magi). Обидва були засуджені до страти і отримали дозвіл покінчити життя самогубством.
Публій Егнатій Целер був вчителем-стоїком, якого було підкуплено для надання брехливих показань проти Бареї Сорана. Пізніше його звинуватив Музоній Руф, вчитель Епіктета, який, як вважають вчені, натякає на інцидент у цьому уривку:
Таким чином, друга перемогли свідчення філософа: таким чином філософ стає паразитом; таким чином він дозволяє собі винайматися за гроші: таким чином у сенаті людина не говорить, що думає; приватно (у школі) він проголошує свою думку.

### При Веспасіані
Під час правління Веспасіана філософські школи, зокрема стоїки, все ще вважалися політичною загрозою. Однією з перших дій імператора на посаді (у 71 або 72 році) було вигнання філософів з Риму. Спочатку Музонію Руфу було дозволено залишитися завдяки його високому авторитету в суспільстві, але пізніше він був також висланий приблизно у 75 році н. е. Музоній здійснив подорож до Сирії, повернувшись до Риму лише після смерті Веспасіана в 79 році нашої ери.
Хоча Веспасіан намагався показати себе милосердним правителем, він зіткнувся з опозицією Гельвідія Пріска, який виступав проти імператорської влади, засуджуючи царат та спадкову передачу влади і будучи запеклим захисником сенаторських прав.  Врешті Гельвідія було страчено. Епіктет хвалив Пріска за порушення виданої Веспсіаном заборони відвідування Сенату.

### При Доміціані
У 93 році н.е. семеро людей були притягнуті до суду за образу імператора Доміціана. Троє були страчені: Арулен Рустік, Геренній Сенеціон і Гельвідій Приск (син Гельвідія Приска старшого). Попри призначення консулом-суффектом лише рік тому, Арулен Рустік був страчений за написання панегірика зі схваленням Фразеї Пета.
Коли я читав якось лекцію в Римі, той знаменитий Рустік, якого Доміціан пізніше вбив через заздрість до його репутації, був серед моїх слухачів, і через аудиторію пройшов солдат і передав йому листа від імператора. Настала тиша, і я теж зробив паузу, щоб він прочитав свого листа; але він відмовився і не зірвав печатку, поки я не закінчив свою лекцію і аудиторія не розійшлася. Через цей інцидент усі захоплювалися гідністю цього чоловіка.
Так само вдова Приска, Фаннія, дочка Фразеї, попросила Гереннія Сенеціона скласти панегірик на славу її померлого чоловіка, використовуючи копії його щоденників, якими вона володіла. Це призвело до страти Сенеціона і вигнання Фаннії. З іншого боку, Гельвідій молодший написав п'єсу про Паріса та Енону, яка була витлумачена як сатира на шлюб Доміціана та його дружини Доміції, і також був засуджений до смерті.
Доміціан з підозрою ставився до інакомислення філософських шкіл: він вислав філософів у 88/9 і зробив це знову в 93/4, коли він вигнав їх не лише з Риму, а й з усієї Італії.
Найвідомішим із філософів-висланців був Епіктет, який переїхав до Нікополіса у Греції, де створив свою успішну школу, ставши одним із найвідоміших філософів-стоїків. Як згадувалося вище, Епіктет був рабом Епафродіта, секретаря Нерона, який повідомив імператора про змову Пізона, що призвело до чистки. У Бесідах Епіктет неодноразово хвалить видатних представників стоїчної опозиціїПаконія Агріппіна і Гельвідія Приска, заохочуючи своїх учнів-стоїків наслідувати цей моральний приклад.

### Пізніший вплив
Імператор Марк Аврелій з раннього дитинства навчався філософії стоїків. У нього було декілька наставників, але найвизначнішим серед них був Юній Рустік, прямий нащадок Арулена Рустіка. У Роздумах Марк називає Нерона тираном. Він дякує своєму арістотелівському наставнику Клавдію Северу за те, що він познайомив його з політичними ідеалами стоїчних республіканців, включаючи Фразею та Гельвідія Приска.
[…] що через нього я познайомився з Фразеєю, Гельвідієм, Катоном, Діоном, Брутом і зрозумів ідею збалансованого державного ладу та правління, заснованого на справедливості та свободі слова, а також монархії, яка вище за все цінує свободу підданих.
Діоном, про якого йдеться в цьому уривку, може бути Діон Хрисостом, стоїчний ритор і учень Музонія Руфа, який був вигнаний з Риму імператором Доміціаном у 82 році н. е. Він був хорошим другом Нерви і повернувся до Риму, коли той був проголошений імператором. Він також дружив із філософом-стоїком Євфратом Тирським, також учнем Мусонія Руфа.

## Критика
Проти концепції стоїчної опозиції були наведені такі аргументи:
1. Опозиція так і не набула форми організованої змови. Жодного разу в історії група стоїків не намагалася усунути імператора.
2. Стоїки ніколи не пропонували альтернативного кандидата на імператорський престол.
3. Методи опозиції передбачали: відносно самостійне вираження поглядів у сенаті, відхід від суспільного життя, відхід від політичної кар'єри, тонкі літературні випади в сторону діючого правителя.
4. Опозиційна група ніколи не намагалася реформувати систему чи відновити республіканський лад.
5. Опозиція ніколи не формулювала послідовної довгострокової програми дій, намагаючись лише зберегти статус-кво.
6. З-поміж членів групи ніколи не існувало тиску одне на одного з метою дотримання координованого курсу дій.
7. Поведінку членів стоїчної опозиції можна пояснити і без посилання на стоїчну філософію. Вони могли діяти заради традиційних цінностей соціального класу сенаторів.
8. Члени групи поділяли спільні консервативні політичні та моральні ідеали, які випливали із суспільства, в якому вони жили, а не із соціальної філософії як такої.